# Chōkei Tennō

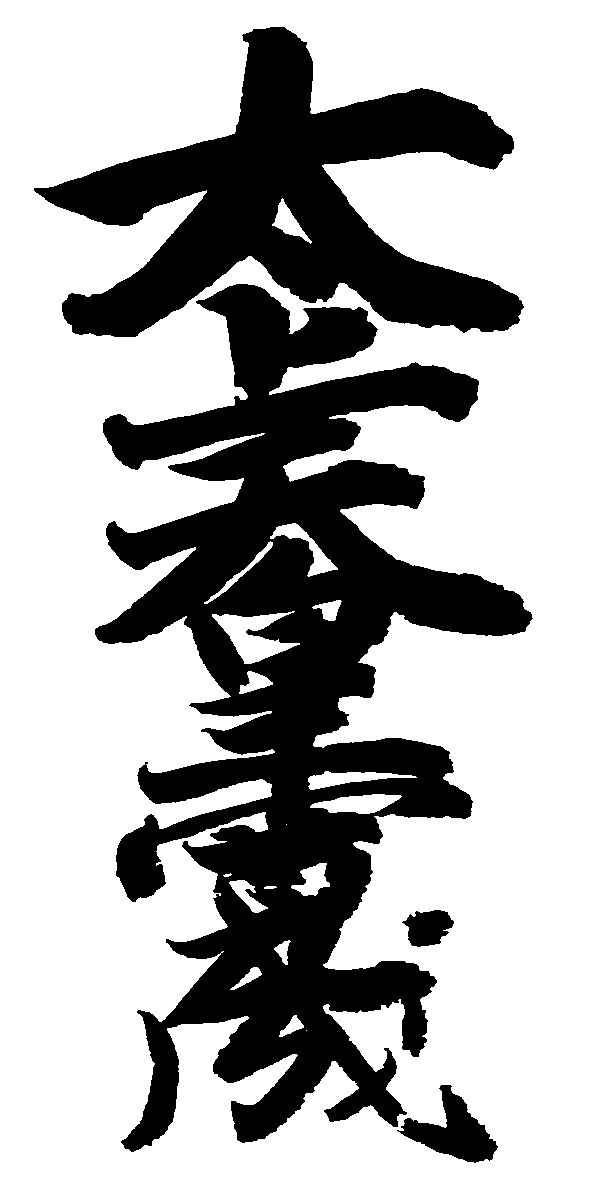
Firma de Chōkei Yutanari.

Chōkei Tennō (長慶天皇?) (1343 – 27 de agosto de 1394) fue el 98.º emperador de Japón, según el orden tradicional de sucesión, y tercer Emperador de la Corte del Sur durante el Período de las Cortes del Norte y del Sur. Reinó desde el 29 de marzo de 1368 hasta 1383. Antes de ser ascendido al Trono de Crisantemo, su nombre personal (imina) era Príncipe Imperial Yutanari (寛成親王 Yutanari-shinnō?).

## Genealogía
Fue el hijo de Go-Murakami Tennō. Su madre fue Fujiwara Masako (藤原勝子).

## Biografía
El 29 de marzo de 1368, a los 25 años de edad, fue coronado como emperador, tras la repentina muerte de su padre, el emperador Go-Murakami. La coronación se realizó en la casa del Gran Sacerdote en el Santuario Sumiyoshi, en Sumiyoshi, Osaka; capital provisional de la Corte del Sur. No obstante, el poder de la Corte del Sur en ese momento estaba muy debilitado, y existían dudas acerca de la veracidad de la coronación hasta en la era Taishō. En 1926, la coronación fue reconocida oficialmente y puesto en la Línea Imperial.
El Emperador Chōkei deseaba mantenerse en el poder, con el fin de derrotar a la Corte del Norte, pero en 1383 (o 1384) abdicó a favor de su hermano, el Emperador Go-Kameyama, quien buscaba la paz entre las dos ramas.
Tras la reunificación de las dos Cortes en 1392, se tomó un retiro y regresó a Yoshino, donde murió en 1394, a los 51 años.

## Kugyō
- Sesshō:
- Daijō Daijin
- Sadaijin:
- Udaijin:
- Nadaijin:
- Dainagon:

## Eras
Eras de la Corte del Sur
- Shōhei (1346 – 1370)
- Kentoku (1370 – 1372)
- Bunchū (1372 – 1375)
- Tenju (1375 – 1381)
- Kōwa (1381 – 1384)

Eras de la Corte del Norte
- Ōan (1368 – 1375)
- Eiwa (1375 – 1379)
- Kōryaku (1379 – 1381)
- Eitoku (1381 – 1384)